# Niitakacris rosaceanum
Niitakacris rosaceanum är en insektsart som först beskrevs av Tokuichi Shiraki 1910.  Niitakacris rosaceanum ingår i släktet Niitakacris och familjen gräshoppor. Inga underarter finns listade i Catalogue of Life.